# خلف العليان
خلف العليان (1942 - ) ضابط عراقي عقيد ركن، وشيخ عشائري وسياسي، اشترك في بداية حرب القادسية الثانية وسُجنَ بسبب اعتراضه على خطط عسكرية ولسبّه رئيسَ الدولة، فحُكمَ عليه بالإعدام، ثم خُفّفَ حكمه إلى السجن، وهو من عشيرة ألبو خليفة مِن دليم، ومن قادة العرب السنة فيما بعد الاحتلال الأمريكي للعراق، وعضو في المجلس الوطني العراقي، ورئيس مجلس الحوار الوطني العراقي، الذي كان أحد ثلاثة أركان جبهة التوافق، ومن معارضي الاحتلال الأمريكي للعراق،